# Bigos

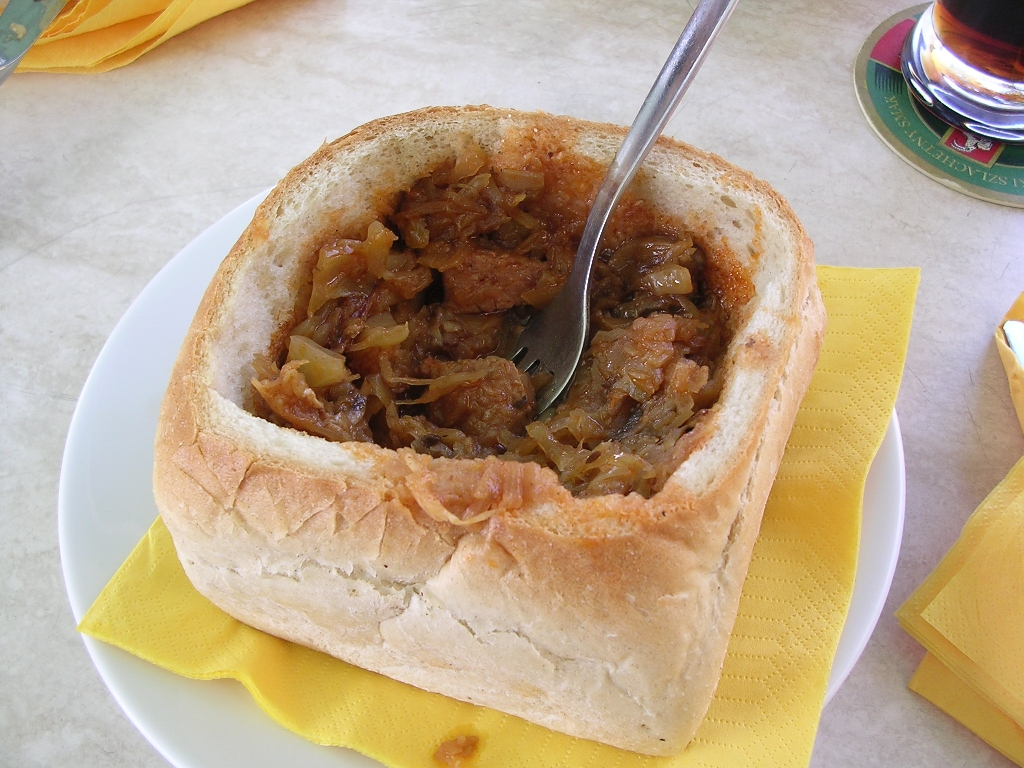
Bigos

Bigos is een traditioneel Pools en Litouws gerecht. Het is een jachtschotel (stoofpot) van wittekool, zuurkool, wortels, ui, (gedroogde pruim) en verschillende soorten vlees, zoals Poolse worst, rundvlees, varkensvlees, spek, lamsvlees en/of wild. Bij voorkeur een mix van verschillende vleessoorten, dus varkensvlees én rundvlees én lam). De bigos van de szlachta (Poolse landadel) bevatte altijd wild. Het geheel wordt gekookt met kruiden, zoals zout, zwarte peper, echte marjolein, laurier. Het wordt geserveerd met gekookte aardappelen, aardappelpuree of (Pools) brood.
In heel Polen vindt men dit gerecht op de menukaart. Ook in Litouwen, Wit-Rusland en Oekraïne wordt het gegeten. Het is een van de traditionele Poolse gerechten, waartoe ook pierogi, barszcz, zrazy, mizeria, gołąbki en flaki gerekend worden.
Er zijn oneindig veel varianten: naast regionale verschillen heeft elke familie zijn eigen recept, dat van generatie op generatie wordt doorgegeven. Waar elke Pool het over eens is, is dat het nooit gegeten dient te worden op de dag van bereiding, omdat de smaak pas vanaf de volgende dag goed tot zijn recht komt. Twee dagen wachten is nog beter. Traditioneel wordt bigos in aarden potten bewaard in de kelder en wordt er dagelijks een gedeelte naar behoefte opgewarmd.
In het oosten van Duitsland vindt men de bigosch, een zuurkoolgerecht dat echter een andere smaak heeft en meer op de Nederlandse zuurkoolstamppot lijkt. Naast dat het meestal als stamppot wordt geserveerd, waar bigos altijd apart geserveerd wordt, is het grootste verschil de toevoeging van bier (soms witte wijn) tijdens het kookproces.